# Ella Fitzgerald Sings the Cole Porter Songbook
Ella Fitzgerald Sings the Cole Porter Songbook ist ein 1956 erschienenes Jazz-Album von Ella Fitzgerald mit Liedern von Cole Porter.
Das Album ist Teil ihrer Songbook-Serie, in der sie die Werke großer Komponisten des Great American Songbook interpretiert. Mit ihrer beeindruckenden Stimmkontrolle, ihrem phänomenalen Timing und ihrer unglaublichen Ausdruckskraft bringt Fitzgerald die zeitlosen Melodien und raffinierten Texte von Cole Porter zum Leben.

## Hintergrund
Es war Ella Fitzgeralds erstes Album für das von Norman Granz neu gegründete Label Verve Records. Die Aufnahmen erfolgten im Februar und März 1956 in den Capitol-Studios in Hollywood. Buddy Bregman arrangierte die Titel und dirigierte das Studioorchester.
Das Album eröffnete die Songbook-Serie von insgesamt acht Alben mit Liedern verschiedener Komponisten, die in ihrer Gesamtheit als das Great American Songbook bekannt sind und Fitzgerald den Titel First Lady of Song einbrachte.
Norman Granz, der Fitzgeralds Manager und Produzent vieler ihrer Alben war, besuchte Cole Porter im Waldorf-Astoria-Hotel und spielte ihm das gesamte Album vor. Porter meinte nur: My, what marvellous diction that girl has. Durch die Wahl von Cole Porter als Einstieg in die Songbook-Serie wurde das Publikum sowohl auf Porter, als Quelle großartiger Musik, sowie auf Ella Fitzgeralds unerschöpfliche gesangliche Ressourcen aufmerksam.
Das Album wurde im Jahr 2003 als eines von 50 Alben in das nationale Aufnahmenregister des Library of Congress, einer Liste von Aufnahmen mit kulturellen, historischen oder ästhetischen Wert und Bezug zu den Vereinigten Staaten, aufgenommen.

## Rezeption
Zac Johnson bewertete das Album bei Allmusic positiv:

“This collection is one of those rare albums that can be treated as a terrific introduction to a classic artist, as well as remaining a treasured recording for the most scholarly jazz aficionados.”

„Diese Sammlung ist eine jener seltenen Alben, die als hervorragende Hinführung zu einem klassischen Künstler, als auch als begehrte Aufnahme für den gelehrtesten Jazzliebhaber angesehen werden kann.“

Das Magazin Rolling Stone  wählte das Album 2013 in seiner Liste Die 100 besten Jazz-Alben auf Platz 87.

## Titelliste
(auf der 1997 bei Verve Records veröffentlichten CD)
Disk Eins
1. All Through the Night – 3:15
2. Anything Goes – 3:21
3. Miss Otis Regrets – 3:00
4. Too Darn Hot – 3:47
5. In the Still of the Night – 2:38
6. I Get a Kick Out of You – 4:00
7. Do I Love You? – 3:50
8. Always True to You in My Fashion – 2:48
9. Let’s Do It, Let’s Fall in Love – 3:32
10. Just One of Those Things – 3:30
11. Ev’ry Time We Say Goodbye – 3:32
12. All of You – 1:43
13. Begin the Beguine – 3:37
14. Get Out of Town – 3:22
15. I Am in Love – 4:06
16. From This Moment On – 3:17

Disk Zwei
1. I Love Paris – 4:57
2. You Do Something To Me – 2:21
3. Ridin’ High – 3:20
4. Easy to Love – 3:24
5. It’s All Right with Me – 3:07
6. Why Can’t You Behave? – 5:04
7. What Is This Thing Called Love? – 2:02
8. You’re the Top – 3:33
9. Love for Sale – 5:52
10. It’s De-Lovely – 2:42
11. Night and Day – 3:04
12. Ace in the Hole – 1:58
13. So in Love – 3:50
14. I’ve Got You Under My Skin – 2:42
15. I Concentrate on You – 3:11
16. Don’t Fence Me In – 3:19
17. You’re the Top – 2:08 (nicht auf der LP von 1956)
18. I Concentrate on You – 3:00 (nicht auf der LP von 1956)
19. Let’s Do It (Let’s Fall in Love) – 5:25 (nicht auf der LP von 1956)

Alle Lieder wurden von Cole Porter komponiert, Liedtext für Titel 16, Disk Zwei von Robert Fletcher.